# Aaro Nikula
Aaro Nikula (ur. 11 sierpnia 1996 w Somero) – fiński siatkarz, reprezentant Finlandii, grający na pozycji atakującego. 
Pochodzi z miasta Somero, gdzie jego rodzice mają fermę kurczaków. Jego ojciec ma na imię Mika, który ma 207 centymetrów wzrostu. W młodości, również grał w siatkówkę.
W 2023 roku podczas majowego zgrupowania reprezentacji Finlandii doznał wyjątkowo groźnie wyglądającego urazu oka. Podczas rozciągania ścięgna podkolanowego przy użyciu gum oporowych, naciągnięta guma wysunęła mu się spod stopy i uderzyła w jego lewe oko. Na szczęście po dwóch tygodniach stan oka zaczął się poprawiać i zawodnik wrócił do treningów z drużyną narodową.

## Sukcesy klubowe
Puchar Finlandii:
- 2019, 2020, 2021[9]

Liga fińska:
- 2019, 2021[10]

Superpuchar Portugalii:
- 2021

Puchar Portugalii:
- 2022[11], 2023[12]

Liga portugalska:
- 2022[13], 2023[14]

Liga rumuńska:
- 2024[15]

## Sukcesy reprezentacyjne
Srebrna Liga Europejska:
- 2022